# Johannes Gustav Adolf Jost
Johannes Gustav Adolf Jost (* 1. Mai 1872 in Berlin; † 1. November 1948 ebenda) war ein deutscher Veterinär, Arzt, Dermatologe und Hochschullehrer.

## Leben
Johannes Jost wurde am 8. Mai 1872 als Sohn des Tischlermeisters Carl Gustav Jost und Clara Charlotte Emilie Blocksdorf in Berlin, Luisenstadt geboren. Er besuchte das Luisenstädtische und Königliche Realgymnasium und die Königsstädtische Oberrealschule in Berlin. Ab 1890 studierte er Veterinärmedizin an der Veterinärmedizinische Hochschule Berlin und erhielt 1894 die Approbation als Tierarzt. 1900 bis 1903 war als Student der Philosophie an der Humboldt-Universität zu Berlin immatrikuliert und promovierte 1903 zum Dr. phil. an der Universität in Basel. Zunächst war er als Tierarzt in seiner eigener Praxis und als Städtischer Tierarzt im Tiergarten Berlin tätig. Von 1903 bis 1917 studierte er Humanmedizin an der Universität Berlin und promovierte 1917 zum Dr. med.
Als junger Mann reiste er häufig zu seinem Onkel Georg Adolph Jost, der aus politischen Gründen im Zuge der Revolution 1948 nach Frankreich geflüchtet war in Paris. Dort verlobte es sich mit dessen Tochter und  heiratete schließlich 1896 seine Cousine Marguerite Charlotte Jost in Paris, am 1899 wurde der Sohn Werner George Antony Johannes Jost geboren. Schon 1905 verstarb seine Ehefrau Marguerite und der Sohn Werner wuchs zur meisten Zeit unter Betreuung der Schwester seiner Mutter Laure Jost, in Paris und Berlin auf.
1907 heiratete er seine zweite Ehefrau, Theresa Wolffheim, Tochter des wohlhabenden jüdischen Kaufmanns Georg Wolffheim aus Berlin. Theresas Bruder war der Politiker, Autor und Gewerkschafter Fritz Wolffheim. Aus dieser Ehe gingen zwei weitere Kinder, Karl-Heinz und Georg Wilhelm Jost hervor. Diese Ehe wurde „auf Grund eines unglücklichem Eheleben“ und „Rassenverschiedenheiten“ 1932 geschieden. Jost gehörte als Freimaurer der Johannisloge „Friedrich Wilhelm zur gekrönten Gerechtigkeit“, Tochterloge der Großloge von Preußen (Royal York) in Berlin von 1914 bis 1933 an. Im Jahre 1933 trat Jost in die NSDAP ein, schon im Folgejahr wurde er als „Hochgradfreimaurer“ aus der Partei ausgeschlossen.
1948 verstarb Johannes Jost in Berlin und wird im Familiengrab am Luisenstädtischen Friedhof beigesetzt.

## Tätigkeit
Nach dem veterinärmedizinischem Studium an der Tierärztlichen Hochschule in Berlin erhielt Johannes Jost 1894 die Approbation als Tierarzt. Es folgte die Tätigkeit als Tierarzt in eigener Praxis in Berlin, Moabit, Thomasiusstraße. Der Schwerpunkt bestand in der Behandlung von Pferden der Fuhrunternehmer. Des Weiteren war er als städtischer Tierarzt des Zoologischen Gartens Berlin und als Veterinär des Schlachthofes tätig.
Von 1900 bis 1903 studierte er an der Humboldt-Universität Berlin Philosophie und promovierte an der Universität Basel zum Dr. phil.
Von 1913 bis 1917 schloss er ein Studium der Humanmedizin, unter Erlass von vier Semestern auf Grund seines Studiums der Tiermedizin an und promovierte zum Dr. med. 1917 an der Universität Berlin zum Thema Über nervöse Folgeerscheinungen und Schleimhautveränderungen der Luftwege bei Inhalationsvergiftungen (Inguinaldissertation, Berlin 4. Januar 1918). Die Universität Rostock forderte Jost zweimal aus den Lehrstuhl für „vergleichende Pathologie“ als Honorarprofessor zu übernehmen, dies wurde aber von ihm abgelehnt. Der Anerkennung zum Facharzt für Dermatologie und Venerologie erfolgte 1920 und er eröffnete eine Praxis als Facharzt für Haut und Geschlechtskrankheiten in der Friedrichstraße 153 a (Gebäude der Polnischen Apotheke). Zum Patientenklientel gehörten zu einem hohen Anteil, Patienten mit venerischen Erkrankungen die wie Syphilis und Gonorrhö in den Zwanziger Jahren in Berlin verbreitet waren. Ein nicht unerheblicher Anteil der Patienten waren auch internationaler Herkunft.
Ab 1921 hielt er Vorlesungen zu Hygiene, Sexualhygiene, Sexualethik und Sexualpädagogik an der Tierärztlichen und der Landwirtschaftlichen Hochschule Berlin. 1926 habilitierte Johannes Jost auf dem Gebiet der vergleichenden Pathologie beim Menschen und Tier, Über sechs Jahre setzte er die Vorlesungen als Privatdozent fort, und 1932 erfolgte schließlich die Ernennung zum außerordentlichen Professor. Ab 1932 hielt er zusätzlich Vorlesungen über Pathologie der Geschlechtskrankheiten. Sein besonderes Interessengebiet waren Geschlechtskrankheiten und die experimentelle Tätigkeit befasste sich vor allem mit dem Erreger „Gonococcos Neisser“. Dabei war stets die vergleichende Pathologie der Human- und Tiermedizin ein wesentlicher Schwerpunkt seiner Arbeiten.
Am 16. November 1935 wurde ihm vom Reichswissenschaftsminister die seit 1928 bestehende Lehrbefugnis für Pathologie, Hygiene und Dermatologie aufgrund der Angehörigkeit in der inzwischen verbotenen Großloge von Preußen entzogen. Bei seinen Patienten beobachtete er, dass  „die Arteriosklerotiker und Überdruckmenschen aus Bad Wiessee wesentlich günstiger von der Kur, als aus Bad Tölz zurückkehrten“. Als sein Sohn Werner Jost 1927 die Tätigkeit als Arzt in seiner Praxis aufnahm, entschloss er sich im selben Jahr sich in der Badesaison  als eine der ersten Kurärzte in Bad Wiessee am Tegernsee niederzulassen. Nach zwei Jahren übernahm sein Sohn Werner die Niederlassung in Bad Wiessee, und er kehrte dauerhaft nach Berlin zurück und setzte seine ärztliche Tätigkeit bis zu seinem Tode 1948 fort.

## Militärische Laufbahn
Johannes Jost trat 1894 als Einjähriger Freiwilliger in den Dienst der  Preußischen Armee ein. Als Veterinär diente er beim 1. Garde-Dragoner Regiment und Garde-Ulanen-Regiment in Potsdam und Berlin. Nach Eintritt Deutschlands in den Ersten Weltkrieg am 1. August 1914, erfolgte mit der Mobilmachung die Kommandierung als Regiments Veterinär im Dienstgrad des Stabsveterinärs zum V. Reserve Ulanen Regiment 6. Im zweiten Kriegsjahr wird er zum V. Reserve Korps versetzt, weitere Kommandierungen folgten zur Eskadron Ulanen-Regiment Nr. 10 und der Eskadron-Königs-Jäger zu Pferde Nr. I. Das Einsatzgebiet war die Westfront in den Argonnen, und vor allem die Region nördlich von Verdun (Schlacht bei Longnyon, Stellungskämpfe um Verdun, Gefecht bei Étain). Als Stabsveterinär und Feldarzt erfolgten Stationierungen unter anderem in Marville, Longuyon, Spincourt, Écurey-en-Verdunois, Grand-Failly, Saint Laurent zur Othain, und Sivry-sur-Meuse. Nach der Schlacht bei Verdun wurde ihm im September 1914 des Eisernes Kreuz II. Klasse verliehen. 1917 wurde er als Oberstabsveterinär in das Kriegsamt Abteilung für Volksernährungsfragen berufen.

## Veröffentlichungen und wissenschaftliche Arbeiten
- Krankheiten Junger Tiere im Vergleich mit den Menschlichen Kinderkrankheiten Jost J., Koch M., Handbuch der allgemeinen Pathologie und der pathologischen Anatomie des Kindesalters, J.F. Bergmann Wiesbaden 1914[9]
- Über nervöse Folgeerscheinungen und Schleimhautveränderungen der Luftwege bei Inhalationsvergiftungen. Inaugral Dissertation Universität Berlin, 4. Januar 1918
- Der derzeitige Forschungsstand der Beschälseuche des Pferdes sowie der Syphilis des Menschen und der Parallelismus zwischen diesen beiden Krankheiten. Berlin 1925
- Beitrag zur Lehre von der Blutentwicklung des Embryonalen Rindes und Schafes. Inaugural-Dissertation, Universität Basel[10][11]